# Ischnopteris catocalata
Ischnopteris catocalata är en fjärilsart som beskrevs av Achille Guenée 1858. Ischnopteris catocalata ingår i släktet Ischnopteris och familjen mätare. Inga underarter finns listade i Catalogue of Life.